# Libiszów-Kolonia
Libiszów-Kolonia – wieś w Polsce położona w województwie łódzkim, w powiecie opoczyńskim, w gminie Opoczno.
W latach 1975–1998 miejscowość administracyjnie należała do województwa piotrkowskiego.
Wieś Libiszów Kolonia liczy 53 domy. W roku 2006 została wybudowana tu droga ze środków unijnych, która w 2011 r. została ponownie skuta, by położyć rury pod kanalizację.
W Libiszowie-Kolonii działa kilka zakładów mięsnych.
Wierni kościoła rzymskokatolickiego należą do parafii św. Mikołaja w Libiszowie.